# Lespesia erythrocauda
Lespesia erythrocauda är en tvåvingeart som först beskrevs av Charles Howard Curran 1934.  Lespesia erythrocauda ingår i släktet Lespesia och familjen parasitflugor.
Artens utbredningsområde är Venezuela. Inga underarter finns listade i Catalogue of Life.